# Maillots retirés en WNBA
Comme dans beaucoup de sports américains, les franchises de la WNBA retirent les numéros de maillots des joueuses ayant marqué leur histoire.
La ligue ayant été fondée en 1997, peu d'équipes ont encore procédé à de telles cérémonies. 

## Maillots retirés
- Comets de Houston
  - 10 Kim Perrot le 29 juillet 2000[1]
  - 14 Cynthia Cooper le 15 juillet 2004[1]

- Lynx du Minnesota
  - 13 Lindsay Whalen en 2019[2]
  - 23 Maya Moore en 2024[3]
  - 32 Rebekkah Brunson en 2022
  - 33 Seimone Augustus en 2022
  - 34 Sylvia Fowles en 2023

- Mercury de Phoenix

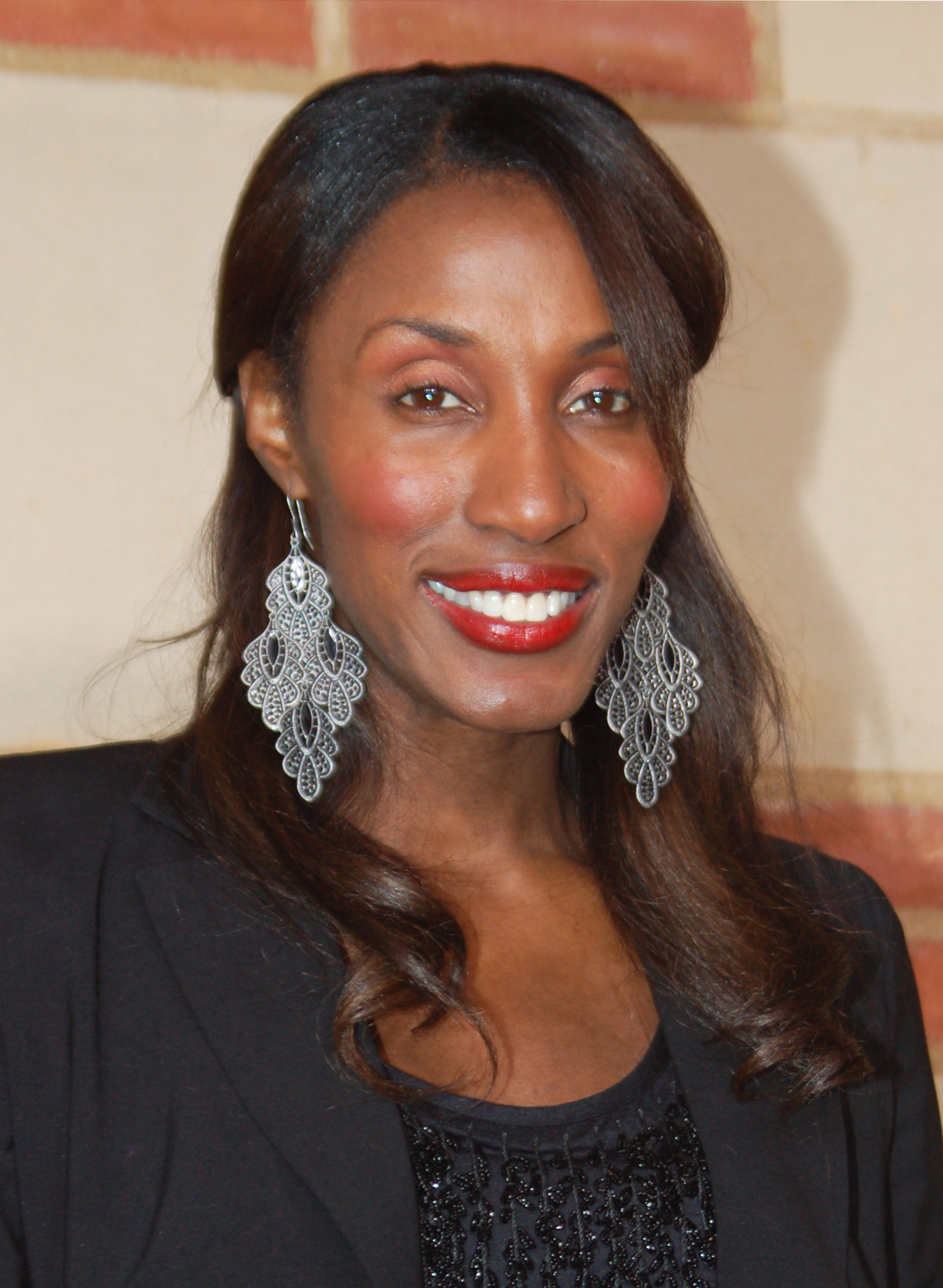
Lisa Leslie, no 9 des Sparks.

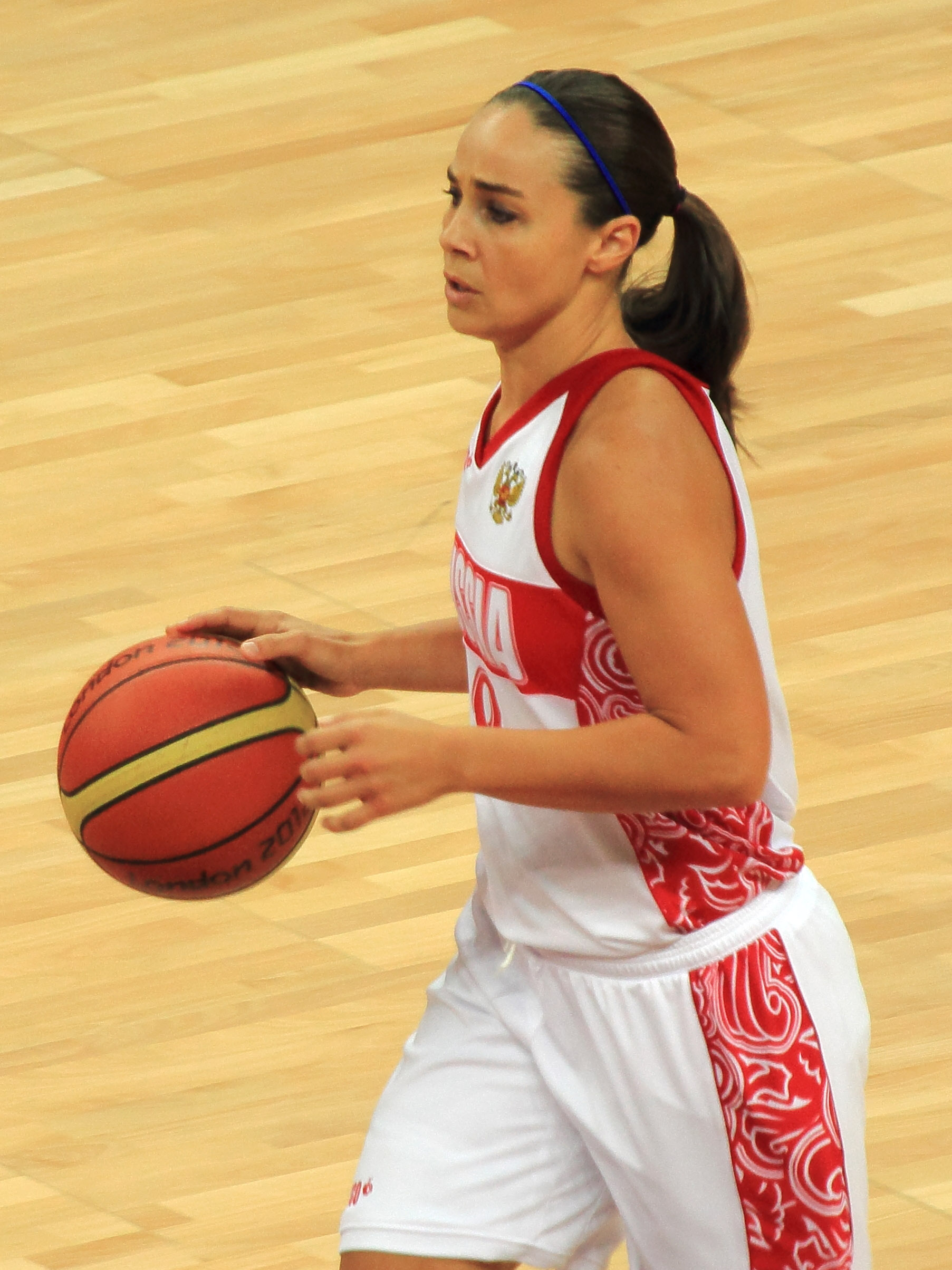
Becky Hammon, no 25 des Stars.

  - 7 Michele Timms, le 7 août 2002, deuxième maillot retiré après celui de Kim Perrot[4]
  - 13 Penny Taylor, le 9 juillet 2017[5]

- Monarchs de Sacramento
  - 6 Ruthie Bolton, le 20 août 2005[6]
  - GM Jerry Reynolds

- Sparks de Los Angeles
  - 9 Lisa Leslie le 10 août 2010[7]
  - 11 Penny Toler[8]

- Sting de Charlotte
  - 32 : Andrea Stinson le 20 mai 2006[9]

- Silver Stars de San Antonio (incluant le Starzz de l'Utah)
  - 25 : Becky Hammon (retiré le 25 juin 2016[10].)

- Aces de Las Vegas
  - 25 : Becky Hammon (déjà retiré le 25 juin 2016 par les Stars de San Antonio, le maillot est retiré également le 13 septembre 2021 par les Aces de Las Vegas, héritiers de l'histoire des Stars[11].)

- Storm de Seattle
  - 15 : Lauren Jackson, retiré le 15 juillet 2016[12].

- Fever de l'Indiana
  - Le Fever hisse le bannière de la coach Lin Dunn dans sa salle le 16 août 2014[13],[14]

Il existe aussi trois numéros d'honneur ("honored numbers") non officiellement retirés mais a priori qui ne sont plus portés : le #12 Margo Dydek et le #42 Nykesha Sales au Sun du Connecticut et le #11 Teresa Weatherspoon au Liberty de New York qui est accroché aux cintres du Madison Square Garden.

## Équipes sans maillot retiré
- Dream d'Atlanta
- Fire de Portland
- Liberty de New York
- Mystics de Washington
- Rockers de Cleveland
- Wings de Dallas (incluant le Shock de Détroit et le Shock de Tulsa)
- Sky de Chicago
- Sol de Miami
- Sun du Connecticut (incluant le Miracle d'Orlando)